# 다린 함제
다린 함제(아랍어: دارين حمزة, 영어: Darine Hamze, 1979년 7월 5일 ~ )는 레바논의 배우이다.